# Dălghi Pripek, Veliko Tărnovo
Dălghi Pripek (în bulgară Дълги Припек) este un sat în comuna Zlatarița, regiunea Veliko Tărnovo,  Bulgaria. 

## Demografie
Componența etnică a satului Dălghi Pripek
     Turci (96,15%)
     Nicio identificare (3,84%)
     Altele (0%)
La recensământul din 2011, populația satului Dălghi Pripek era de 52 locuitori. Din punct de vedere etnic, majoritatea locuitorilor (96,15%) erau turci. Pentru 3,84% din locuitori nu este cunoscută apartenența etnică.